# Tasmin Pepper

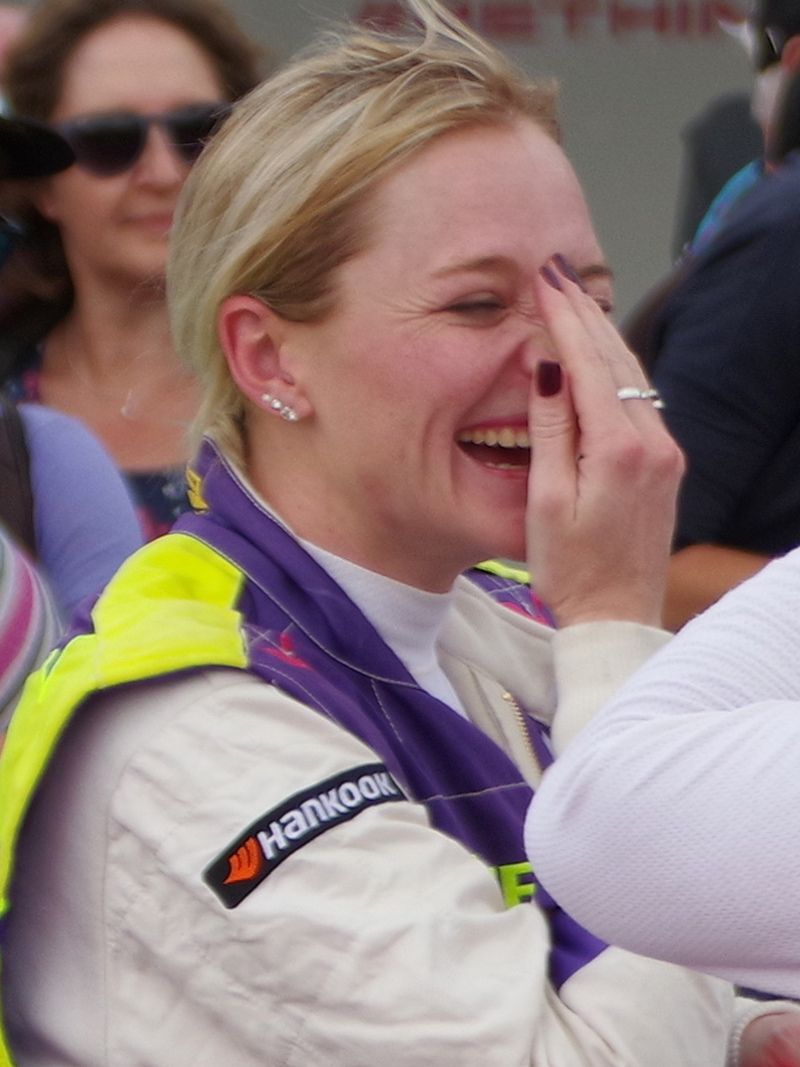
Tasmin Pepper in 2019

Tasmin Pepper (Johannesburg, 19 juni 1990) is een Zuid-Afrikaans autocoureur. Haar vader Iain en broer Jordan zijn eveneens autocoureurs.

## Carrière
Pepper begon haar autosportcarrière in het karting in 1995 op vijfjarige leeftijd in de Baby Kart Class. Tot 2012 kwam zij uit in de karts, waarin zij in een aantal nationale klassen in de top 3 in het eindklassement eindigde en een paar kampioenschappen won. Aan het eind van haar periode in de karts nam zij ook deel aan een aantal wereldkampioenschappen, waarin zij top 10-posities behaalde. In 2011 en 2012 nam zij deel aan het X30 Karting Championship voor schakelkarts, die zij in beide jaren won.
In 2006 maakte Pepper tevens haar debuut in het formuleracing in de Zuid-Afrikaanse Formule Ford, waarin zij achtste werd in de eindstand van de Zetec-klasse. Zij werd hierin tevens uitgeroepen tot rookie van het jaar. In 2007 bleef zij actief in de Formule Ford en nam zij deel aan tests met Formule BMW-auto's. In 2008 reed zij in een seizoen van de Aziatische Formule BMW bij het Team Meritus, dat zij vanwege haar studie niet afmaakte. Met een vierde plaats in de seizoensopener op het Sepang International Circuit werd zij dertiende in de eindstand. Daarnaast kwam zij uit in de Zuid-Afrikaanse Formule Volkswagen, waarin zij zesde werd, ondanks dat zij ook hier een aantal races moest missen.
In 2009 bleef Pepper actief in de Formule Volkswagen. Op het Circuit Kyalami werd zij de eerste Zuid-Afrikaanse vrouw die een nationale race won. Uiteindelijk werd zij vierde in de klasse met 82 punten. In 2010 bleef zij actief in deze klasse en won opnieuw een race, ditmaal op het Prince George Circuit. Met 106 punten eindigde zij achter Simon Moss als tweede in het klassement. In 2011 reed zij een vierde seizoen in het kampioenschap. Dit jaar won zij geen races, maar stond zij wel acht keer op het podium, waardoor zij vierde werd in de eindstand met 85 punten.
In 2012 begon Pepper het seizoen in de Formule Volkswagen. Tot twee races voor het einde van het seizoen lag zij op de derde plaats in de tussenstand, maar hierna stapte zij over naar een ander kampioenschap, het Zuid-Afrikaanse Polo Cup Championship. In 2013 reed zij haar eerste fulltime seizoen in deze klasse en werd zij achtste in de eindstand als beste rookie. Dat jaar werd zij ook de eerste Zuid-Afrikaanse vrouw die een nationale salooncarrace won. In 2014 en 2015 reed zij opnieuw in deze klasse, waarin zij respectievelijk vijfde en vierde werd in de eindstand met vier en zes raceoverwinningen.
In 2016 maakte Pepper de overstap naar de Comsol VW Challenge, waarin zij tweede werd in de eindstand. In 2017 keerde zij terug in het Polo Cup Championship, waarin zij opnieuw een raceoverwinning behaalde en vierde werd in de eindstand. In 2018 kwam zij uit in het National Polo GTI Cup Championship en eindigde als tweede in de eindstand. In 2019 werd zij geselecteerd als een van de achttien coureurs in het eerste seizoen van de W Series, een kampioenschap waar enkel vrouwen aan deelnemen.